# Grande Prêmio da Rússia de 2017
O Grande Prêmio da Rússia de 2017 (formalmente denominado 2017 Formula 1 VTB Russian Grand Prix) foi a quarta etapa da temporada de 2017 da Fórmula 1. Disputada em 30 de abril de 2017 no Circuito de Sochi em Sochi, Rússia, foi vencida pelo finlandês Valtteri Bottas. Completam o pódio o alemão Sebastian Vettel e o finlandês Kimi Räikkönen.
Segundo dados oficiais, uma "ordem de equipe" marcou a única ultrapassagem registrada na pista ao longo da corrida (a de Pascal Wehrlein sobre Marcus Ericsson). Porém, conforme informações do site alemão "Auto-motor und Sport", Ericsson e Wehrlein pararam nos boxes durante o safety car, e o sueco ganhou a posição do companheiro durante os pit stops. Daí a equipe ter dado a ordem para que Ericsson devolvesse a posição.

## Relatório

### Antecedentes
Sauber com Motor Honda em 2018
Antes da corrida, a Sauber anunciou neste domingo que terá um novo fornecedor de motores a partir de 2018: a Honda. Até então, a montadora japonesa era a única com apenas um cliente na Fórmula 1, no caso, a McLaren. O time suíço encerra uma parceria com a Ferrari, que vinha desde 1997, com exceção dos anos em que a equipe se transformou em BMW-Sauber e passou a usar os propulsores alemães da BMW.
O anúncio veio antes da data limite de 6 de maio, estipulada pela FIA para que as equipes confirmem os fornecedores de motores para a temporada seguinte. Veio também em meio a rumores de que a McLaren estaria pensando em trocar os propulsores Honda para o ano que vem. Desde que retomaram a parceria em 2015, a escuderia inglesa e a marca nipônica tem sofrido para conseguir bons resultados na Fórmula 1.

### Treino Classificatório
Q1
Único piloto russo no grid, Daniil Kvyat foi o responsável por marcar a primeira volta rápida no treino classificatório. Com exceção dos dois pilotos da Ferrari que estavam de pneus macios, o resto do grid foi à pista com supermacios. A dupla da Mercedes ficou na frente, com Bottas em primeiro (1m34s041) e Hamilton em segundo (1m34s409), seguido de Sebastian Vettel (1m34s493) e Kimi Räikkönen (1m34s953). Massa foi o décimo, e o destaque negativo ficou pro conta de Jolyon Palmer, que rodou sozinho após tocar a zebra, acertando o muro.
Eliminados: Jolyon Palmer (Renault), Stoffel Vandoorne (McLaren), Pascal Wehrlein (Sauber), Marcus Ericsson (Sauber) e Romain Grosjean (Haas).
Q2
O Q2 iniciou com todos os carros equipados com pneus supermacios. A ordem dos quatro primeiros se manteve: Bottas, Hamilton, Vettel e Räikkönen. No finalzinho, Massa conseguiu o quinto melhor tempo, superando a RBR da Verstappen. Enquanto Alonso sofria com a McLaren, anotando o 15º tempo, a Force India conseguiu colocar sua dupla de pilotos no Q3, com Sergio Pérez em nono e Esteban Ocon em décimo.
Eliminados: Carlos Sainz Jr. (Toro Rosso), Lance Stroll (Williams), Daniil Kvyat (Toro Rosso), Kevin Magnussen (Haas) e Fernando Alonso (McLaren).
Q3
O Q3 começou com uma estranha disputa entre Hülkenberg e Hamilton, com o alemão tendo que ultrapassar o inglês para conseguir iniciar sua volta rápida. Se no Q1 e no Q2 o domínio foi da Mercedes, na parte decisiva do treino classificatório foi a Ferrari que deu as caras. Com 1m33s194, Vettel marcou a pole position, com Räikkönen em segundo, primeira fila da Ferrari desde o GP da França em 2008. Bottas foi o terceiro, 0s095 atrás do alemão tetracampeão mundial, seguido do companheiro de equipe Lewis Hamilton. Massa superou Verstappen mais uma vez e largará em sexto no GP da Rússia.

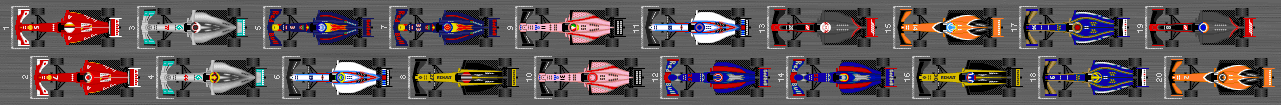
Grid de Largada

### Corrida

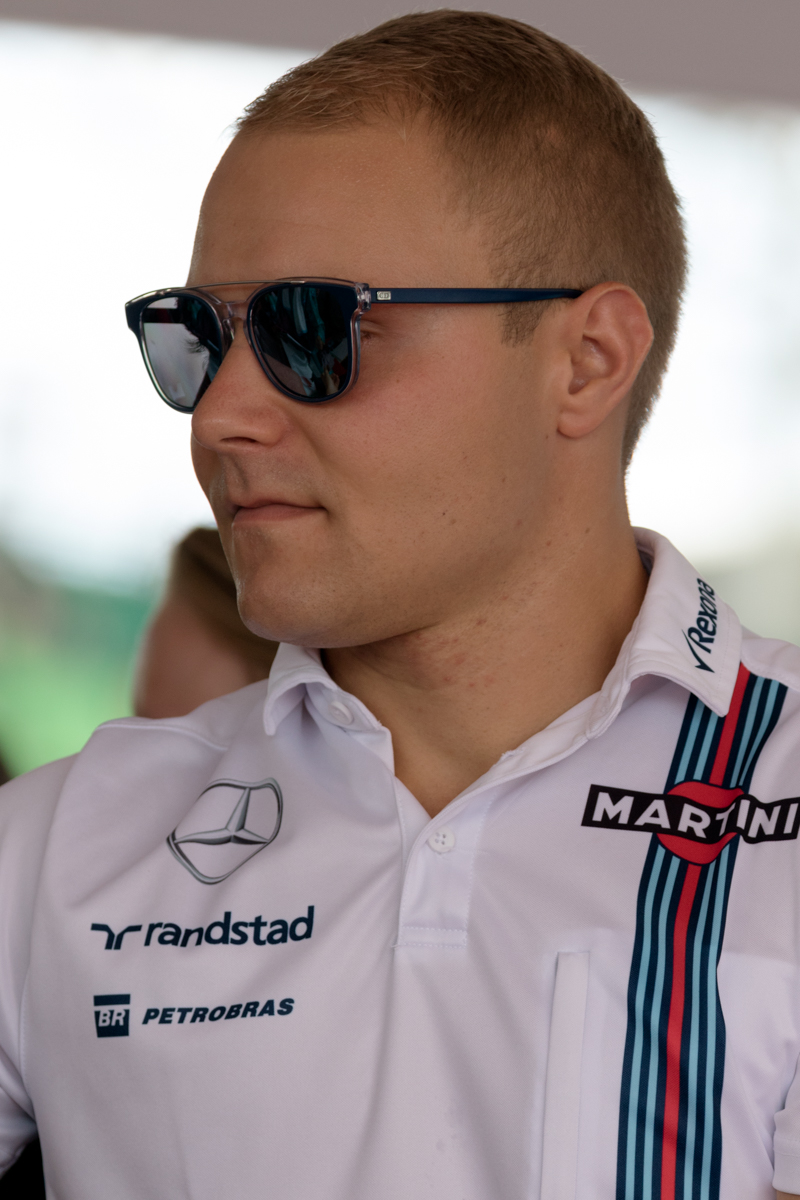
Bottas venceu a prova

A largada foi adiada em uma volta, graças ao abandono precoce de Fernando Alonso, que ficou com a McLaren parada na entrada dos boxes.
Com a bandeira verde acionada, Bottas tracionou melhor e saiu da terceira para a primeira colocação. Hamilton tentou o ataque sobre Räikkönen, mas não conseguiu a ultrapassagem. Após disputa acirrada e quase um toque, Massa perdeu a sexta posição para Verstappen.
Jolyon Palmer e Romain Grosjean se enroscaram e o francês acabou indo ao muro, gerando a primeira bandeira amarela da corrida. Já Lance Stroll rodou sozinho após tocar a zebra.
Após largar na quinta colocação, Ricciardo abandonou com problemas nos freios. É a segunda vez na temporada que o australiano da RBR deixa um GP, ele também abandonou na Austrália.
Líder da prova, Bottas foi ao box na volta 28 para efetuar a troca de pneus, colocando compostos macios. O finlandês voltou à pista em quarto, atrás de Hamilton. Na volta 31 foi a vez de Hamiton ir ao box. Na imagem ficou claro o superaquecimento do carro da Mercedes, e o inglês voltou à pista em quarto. Vettel bem que tentou, acelerou, abriu quase 20 segundos de vantagem para Bottas, mas fez a parada e não conseguiu voltar à frente do finlandês. O alemão ainda teve um pequeno problema com a roda dianteira esquerda durante a troca de pneus.
Bottas errou a freada, passou reto e deixou a diferença para Vettel cair para menos de 3 segundos.
Após o erro, Bottas viu Vettel se aproximar, com a diferença caindo para 1s5. Mas o finlandês usou sua frieza para se manter à frente da Ferrari e garantir a primeira vitória dele na carreira. Vettel ainda reclamou que Massa o teria atrapalhado na volta final. O brasileiro era sexto quando sofreu com um furo no pneu e teve que ir aos boxes efetuar a troca, mas voltou à pista na nona colocação, atrás da Renault de Hülkenberg, posição em que cruzou a linha de chegada.

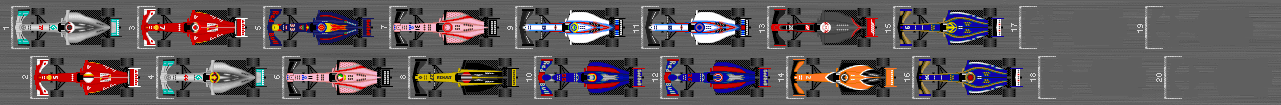
Resultado da corrida

## Pneus
| Nome do composto | Cor | Banda de rolamento | Condições de Tempo | Dry Type  | Aderência      | Longevidade   |
| ---------------- | --- | ------------------ | ------------------ | --------- | -------------- | ------------- |
| Ultra Macio      |     | Slick (P Zero)     | Seco               | Ultrasoft | Mais aderência | Menos durável |
| Super Macio      |     | Slick (P Zero)     | Seco               | Supersoft | Mais aderência | Menos durável |
| Macio            |     | Slick (P Zero)     | Seco               | Soft      | Médio          | Médio         |

## Resultados

### Treino Classificatório
| Pos.                    | Nº | Piloto            | Construtor           | Q1       | Q2       | Q3       | Grid |
| ----------------------- | -- | ----------------- | -------------------- | -------- | -------- | -------- | ---- |
| 1                       | 5  | Sebastian Vettel  | Ferrari              | 1:34.493 | 1:34.038 | 1:33.194 | 1    |
| 2                       | 7  | Kimi Räikkönen    | Ferrari              | 1:34.953 | 1:33.663 | 1:33.253 | 2    |
| 3                       | 77 | Valtteri Bottas   | Mercedes             | 1:31.041 | 1:29.555 | 1:33.371 | 3    |
| 4                       | 44 | Lewis Hamilton    | Mercedes             | 1:30.814 | 1:29.535 | 1:33.767 | 4    |
| 5                       | 3  | Daniel Ricciardo  | Red Bull-TAG Heuer   | 1:35.560 | 1:35.483 | 1:34.905 | 5    |
| 6                       | 19 | Felipe Massa      | Williams-Mercedes    | 1:35.828 | 1:35.049 | 1:35.110 | 6    |
| 7                       | 33 | Max Verstappen    | Red Bull-TAG Heuer   | 1:35.301 | 1:35.221 | 1:35.161 | 7    |
| 8                       | 27 | Nico Hülkenberg   | Renault              | 1:35.507 | 1:35.328 | 1:35.285 | 8    |
| 9                       | 11 | Sergio Pérez      | Force India-Mercedes | 1:36.185 | 1:35.513 | 1:35.337 | 9    |
| 10                      | 31 | Esteban Ocon      | Force India-Mercedes | 1:31.774 | 1:31.684 | 1:31.684 | 10   |
| 11                      | 55 | Carlos Sainz Jr.  | Toro Rosso           | 1:35.827 | 1:35.948 | —        | 14 1 |
| 12                      | 18 | Lance Stroll      | Williams-Mercedes    | 1:36.279 | 1:35.964 | —        | 11   |
| 13                      | 26 | Daniil Kvyat      | Toro Rosso           | 1:35.984 | 1:35.968 | —        | 12   |
| 14                      | 20 | Kevin Magnussen   | Haas-Ferrari         | 1:36.408 | 1:36.017 | —        | 13   |
| 15                      | 14 | Fernando Alonso   | McLaren-Honda        | 1:36.353 | 1:36.660 | —        | 15   |
| 16                      | 30 | Jolyon Palmer     | Renault              | 1:36.462 | —        | —        | 16   |
| 17                      | 2  | Stoffel Vandoorne | McLaren-Honda        | 1:37.070 | —        | —        | 20 2 |
| 18                      | 94 | Pascal Wehrlein   | Sauber-Ferrari       | 1:37.332 | —        | —        | 17   |
| 19                      | 9  | Marcus Ericsson   | Sauber-Ferrari       | 1:37.507 | —        | —        | 18   |
| 20                      | 8  | Romain Grosjean   | Haas-Ferrari         | 1:31.691 | —        | —        | 19   |
| Tempo dos 107%:1:40.623 |    |                   |                      |          |          |          |      |
| Fonte:                  |    |                   |                      |          |          |          |      |

Notas
↑1  - Carlos Sainz Jr. (Toro Rosso) perdeu três posições no grid por ter causado a batida com Lance Stroll (Williams) na corrida do Grande Prêmio do Barém.
↑2  - Stoffel Vandoorne (McLaren)  perdeu quinze posições no grid por trocar o quarto MGU-H (unidade geradora de calor, acoplada diretamente ao eixo do turbo), o quarto turbocompressor e passa a usar os quintos MGU-K e TC.

### Corrida
| Pos.   | Nu. | Piloto            | Construtor           | Voltas | Tempo/Retirado    | Grid | Pontos |
| ------ | --- | ----------------- | -------------------- | ------ | ----------------- | ---- | ------ |
| 1      | 77  | Valtteri Bottas   | Mercedes             | 52     | 1:28:08.743       | 3    | 25     |
| 2      | 5   | Sebastian Vettel  | Ferrari              | 52     | +0.617            | 1    | 18     |
| 3      | 7   | Kimi Räikkönen    | Ferrari              | 52     | +11.000           | 2    | 15     |
| 4      | 44  | Lewis Hamilton    | Mercedes             | 52     | +36.320           | 4    | 12     |
| 5      | 33  | Max Verstappen    | Red Bull-TAG Heuer   | 52     | +1:00.416         | 7    | 10     |
| 6      | 11  | Sergio Pérez      | Force India-Mercedes | 52     | +1:26.788         | 9    | 8      |
| 7      | 31  | Esteban Ocon      | Force India-Mercedes | 52     | +1:35.004         | 10   | 6      |
| 8      | 27  | Nico Hülkenberg   | Renault              | 52     | +1:36.188         | 8    | 4      |
| 9      | 19  | Felipe Massa      | Williams-Mercedes    | 51     | +1 Volta          | 6    | 2      |
| 10     | 55  | Carlos Sainz Jr.  | Toro Rosso           | 51     | +1 Volta          | 14   | 1      |
| 11     | 18  | Lance Stroll      | Williams-Mercedes    | 51     | +1 Volta          | 11   |        |
| 12     | 26  | Daniil Kvyat      | Toro Rosso           | 51     | +1 Volta          | 12   |        |
| 13     | 20  | Kevin Magnussen   | Haas-Ferrari         | 51     | +1 Volta          | 13   |        |
| 14     | 2   | Stoffel Vandoorne | McLaren-Honda        | 51     | +1 Volta          | 20   |        |
| 15     | 9   | Marcus Ericsson   | Sauber-Ferrari       | 51     | +1 Volta          | 18   |        |
| 16     | 94  | Pascal Wehrlein   | Sauber-Ferrari       | 50     | +2 Voltas         | 17   |        |
| Ret    | 3   | Daniel Ricciardo  | Red Bull-TAG Heuer   | 5      | Freios            | 5    |        |
| Ret    | 8   | Romain Grosjean   | Haas-Ferrari         | 0      | Colisão           | 19   |        |
| Ret    | 30  | Jolyon Palmer     | Renault              | 0      | Colisão           | 16   |        |
| DNS    | 14  | Fernando Alonso   | McLaren-Honda        | 0      | Unid. de potência | 15   |        |
| Fonte: |     |                   |                      |        |                   |      |        |

## Voltas na Liderança
- Commons

| Nº de Voltas | Piloto           | Voltas           |
| ------------ | ---------------- | ---------------- |
| 44           | Valtteri Bottas  | (1-26) - (35-52) |
| 8            | Sebastian Vettel | (27-34)          |

## Curiosidades
- Sebastian Vettel volta a conquistar a pole position desde o Grande Prêmio de Singapura de 2015.
- A Ferrari volta a largar na primeira fila (1-2) desde o Grande Prêmio da França de 2008.
- Primeira vitória de Valtteri Bottas.
- Valtteri Bottas se torna o 107º piloto a vencer na Fórmula 1.
- Primeira vitória finlandesa desde Kimi Räikkönen no Grande Prêmio da Austrália de 2013.

## 2017DHLFastest Pit Stop Award

### Resultado
| 1      | 33 | Max Verstappen    | Red Bull-TAG Heuer   | 2.33 | 25 |
| 2      | 77 | Valtteri Bottas   | Mercedes             | 2.36 | 18 |
| 3      | 18 | Lance Stroll      | Williams-Mercedes    | 2.54 | 15 |
| 4      | 55 | Carlos Sainz Jr.  | Toro Rosso           | 2.64 | 12 |
| 5      | 19 | Felipe Massa      | Williams-Mercedes    | 2.68 | 10 |
| 6      | 26 | Daniil Kvyat      | Toro Rosso           | 2.76 | 8  |
| 7      | 2  | Stoffel Vandoorne | McLaren-Honda        | 2.79 | 6  |
| 8      | 11 | Sergio Pérez      | Force India-Mercedes | 2.88 | 4  |
| 9      | 44 | Lewis Hamilton    | Mercedes             | 3.00 | 2  |
| 10     | 7  | Kimi Räikkönen    | Ferrari              | 3.06 | 1  |
| Fonte: |    |                   |                      |      |    |

### Classificação
| Tabela do DHL Fastest Pit Stop Award \| Pos \| Construtor \| Pontos \| Var \| \| --- \| -------------------- \| ------ \| --- \| \| 1 \| Williams-Mercedes \| 121 \| 0 \| \| 2 \| Red Bull-TAG Heuer \| 77 \| 0 \| \| 3 \| Mercedes \| 55 \| 2 \| \| 4 \| Force India-Mercedes \| 52 \| 1 \| \| 5 \| Toro Rosso \| 43 \| 1 \| \| 6 \| Ferrari \| 42 \| 2 \| \| 7 \| McLaren-Honda \| 8 \| 1 \| \| 8 \| Haas-Ferrari \| 6 \| 1 \| \| 9 \| Sauber-Ferrari \| 0 \| 0 \| \| 10 \| Renault \| 0 \| 0 \| |                      |        |     |
| Pos | Construtor           | Pontos | Var |
| 1 | Williams-Mercedes    | 121    | 0   |
| 2 | Red Bull-TAG Heuer   | 77     | 0   |
| 3 | Mercedes             | 55     | 2   |
| 4 | Force India-Mercedes | 52     | 1   |
| 5 | Toro Rosso           | 43     | 1   |
| 6 | Ferrari              | 42     | 2   |
| 7 | McLaren-Honda        | 8      | 1   |
| 8 | Haas-Ferrari         | 6      | 1   |
| 9 | Sauber-Ferrari       | 0      | 0   |
| 10 | Renault              | 0      | 0   |

## Tabela do campeonato após a corrida
Somente as cinco primeiras posições estão incluídas nas tabelas.
| Pos | Piloto           | Pontos | Var |
| --- | ---------------- | ------ | --- |
| 1   | Sebastian Vettel | 86     | 0   |
| 2   | Lewis Hamilton   | 73     | 0   |
| 3   | Valtteri Bottas  | 63     | 0   |
| 4   | Kimi Räikkönen   | 49     | 0   |
| 5   | Max Verstappen   | 35     | 0   |

| Pos | Construtor           | Pontos | Var |
| --- | -------------------- | ------ | --- |
| 1   | Mercedes             | 136    | 1   |
| 2   | Ferrari              | 135    | 1   |
| 3   | Red Bull-TAG Heuer   | 57     | 0   |
| 4   | Force India-Mercedes | 31     | 0   |
| 5   | Williams-Mercedes    | 18     | 0   |